# Cristóbal Lecapeno
Cristóbal Lecapeno (en griego: Χριστόφορος Λακαπηνός) fue el hijo mayor del emperador Romano I y coemperador de 921 hasta su muerte en 931.

## Biografía
Cristóbal fue el primer hijo varón de Romano I y su esposa Teodora, y el segundo después de su hermana Elena. Sus hermanos menores eran Ágata, que se casó con Romano Argiro; Esteban y Constantino (coemperadores de 924 hasta 945); Teofilacto, patriarca de Constantinopla de 933 a 956; y otras dos hermanas más, de las cuales se ignora el nombre y son conocidas solo por sus matrimonios con los magister officiorum Romano Mosele y Romano Saronita.
No se sabe nada de los primeros años de Cristóbal; era sin duda adulto alrededor de 919-920 y tenía una hija casadera en 927, por lo tanto nació probablemente alrededor de 890–895. Antes del ascenso de su padre al poder se había casado con Sofía, hija del acaudalado patricio Nicetas de Peloponeso.
Cuando Romano logró que su hija Elena se casara con el joven emperador Constantino VII en la primavera 919, asumió el papel de guardián del emperador con el título basileopatōr —padre del emperador—, Cristóbal le sucedió en su puesto como megas hetaireiarches —comandante de la guardia de Palacio. Romano se coronó a sí mismo como emperador en diciembre de 920 y eventualmente avanzó en precedencia por delante del joven Constantino. Para consolidar aún más su posición y planeando llevar a su propia familia por encima de la legítima dinastía macedónica, Romano coronó a Cristóbal como coemperador el 20 de mayo de 921. Además, cuando su madre Augusta Teodora murió en febrero de 922, su esposa Sofía fue elevada a la dignidad de Augusta junto a Elena.
En 927, como parte de un acuerdo de paz, su hija María, rebautizada Eirene/Irene («paz») para la ocasión, se casó con el emperador búlgaro Pedro I. Romano aprovechó la ocasión para avanzar a Cristóbal por delante de Constantino en la precedencia, haciéndole primero entre el grupo coemperadores (en 924, sus hermanos menores Esteban y Constantino también habían sido coronados como coemperadores). En 928, Nicetas intentó infructuosamente incitarlo a deponer a su padre y fue desterrado. El motivo detrás de todo esto fue tal vez la mala salud de Cristóbal y los temores de su esposa y su suegro, de que su muerte prematura causaría que perdieran su estatus. Cristóbal murió en agosto de 931, Romano lamentó mucho su muerte, derramó lágrimas «como los egipcios» y después de eso se dedicó cada vez más a actividades religiosas. Poco después, Sofía también se retiró de la corte y entró en un monasterio, donde murió.

## Familia
A través de su matrimonio con Sofía, Cristóbal tuvo tres hijos:
- María-Irene (¿? - ca. 965), emperatriz consorte de Pedro I de Bulgaria.[9][14]
- Romano, aún niño en el momento de la muerte de Cristóbal. Según Zonaras, fue favorecido por su abuelo, quien pensaba darle el lugar de su padre como coemperador, pero murió poco después.[12]
- Miguel, aún niño al momento de la muerte de su padre, se convirtió en clérigo cuando su familia perdió el poder en 945. Llegó a alcanzar altas dignidades como magistros y rhaiktor, pero no se sabe nada más de su vida posterior.[15]